# 오태중학교
오태중학교(吳太中學校)는 대한민국 경상북도 구미시 오태동에 있는 공립 중학교이다.

## 학교 연혁
- 2004년 10월 2일 : 오태중학교 학교설립인가(30학급)
- 2006년 9월 26일 : 오태중학교 교명 확정
- 2006년 12월 28일 : 경상북도립학교 설치조례 공포
- 2007년 2월 8일 : 학교 건물 준공
- 2007년 3월 1일 : 초대 신정학 교장 부임
- 2007년 3월 2일 : 제1회 입학식(8학급 285명)
- 2010년 2월 10일 : 제1회 졸업식(8학급 273명)
- 2010년 3월 1일 : 경상북도교육청 지정 학부모학교참여 시범학교 운영(2년)
- 2013년 3월 1일 : 교육부 요청 융합인재교육 도지정 연구시범학교 운영(2년)
- 2014년 10월 21일 : 교육부 요청 연구시범학교(융합인재교육) 보고회
- 2023년 9월 1일 : 제10대 김성철 교장 부임
- 2024년 2월 8일 : 제15회 졸업식(5학급 107명, 누계 3,186명)
- 2024년 3월 4일 : 제18회 입학식 (4학급 97명)

## 참고 자료
- 오태중학교 - 한국교육학술정보원 학교알리미